# Grace Rocks
Grace Rocks är en kulle i Antarktis. Den ligger i Östantarktis. Australien gör anspråk på området. Toppen på Grace Rocks är 113 meter över havet.
Terrängen runt Grace Rocks är platt åt nordväst, men åt sydost är den kuperad.  Trakten är obefolkad. Det finns inga samhällen i närheten. 